# فورموسات-2
فورموسات-2، (بالصينية:福尔摩沙 卫星 二号) هو قمر صناعي تايواني مهمته مراقبة الأرض من الفضاء تشغله منظمة الفضاء الوطنية التابعة لحكومة الجمهورية الصينية، تايوان. هو من الأقمار التصويرية العالية الدقة مع قدرة إعادة النظر بشكل يومي.
تتوفر الصور للبيع من استريوم والتي كانت تعرف باسم سبوت إيميج.

## إطلاق القمر
أطلق فورموسات-2 يوم 2004/5/19 من قاعدة فاندنبرغ للقوات الجوية على متن صاروخ برج الثور إكس إل.